# Nyugati (Dunántúli) evangélikus egyházkerület
A Nyugati (Dunántúli) evangélikus egyházkerület a Magyarországi Evangélikus Egyház három egyházkerületének egyike. Székhelye Győrött található, lapja a Dunántúli Harangszó. 107 dunántúli evangélikus egyházközség alkotja, a Dunántúl területét Tolna és Baranya vármegye, valamint Pest vármegye és Budapest dunántúli részeinek kivételével fedi le. A dunántúli evangélikus gyülekezetek magasabb egyházszervezetének kiépülése a 16. század közepén kezdődött, az egyházkerület alapítási évének 1576-ot tekinti. 1952-es megszüntetéséig Dunántúli Evangélikus Egyházkerület néven állt fent. 2000-ben hozták újra létre, ekkor már Nyugati (Dunántúli) Evangélikus Egyházkerület néven.

## Története

### Dunántúli Evangélikus Egyházkerület 1576–1952
A reformáció lutheri iránya már az 1520-as években megjelent a Dunántúlon, és sorra szerveződtek a gyülekezetek többek között Dévai Bíró Mátyás és Huszár Gál munkássága nyomán. Sztárai Mihály 1544-től Tolnában és Baranyában majd Veszprém vármegyében folytatott reformátori-gyülekezetszervező tevékenységét jól mutatja, hogy a dunántúli egyházkerület őt tekinti első püspökének. A dunántúli evangélikus gyülekezetek első szélesebb körű püspökválasztására viszont csak 1576-ban, valószínűleg Hegyfalun került sor, ahol Szegedi Máté lelkészt választották szuperintendensnek, szervezetük hitvallási alapjának pedig az Ágostai hitvallást nyilvánították. Ez az esemény tekinthető a Dunántúli Evangélikus Egyházkerület megalakulásának.
A XVI. század végétől az ellenreformáció nagyban korlátozta a dunántúli evangélikusság hitéletét is. A szuperintendenseket a Habsburg hatalom különösen gyakran vetette börtönbe. Az ellenreformáció egyik csúcspontja az 1671-1681 közötti ún. gyászévtized volt. Ennek során szinte mindenütt akadályba ütközött a protestáns istentiszteletek tartása, a pozsonyi ítélőszék számos lelkészt vetett fogságba, kényszerített áttérésre, vagy gályarabságra. Szenczi Fekete István dunántúli szuperintendenst is sikerült katolizálásra kényszeríteniük, és hat évtizedig nem is volt püspöke az egyházkerületnek. Az 1681-es soproni országgyűlés lehetővé tette, hogy vármegyénként két településen – ezek az ún. artikuláris helyek – valamint a szabad királyi városokban és végvárakban tarthassanak evangélikus istentiszteletet is. A Dunántúlon így az evangélikusság legális istentiszteleti helyei Nemesdömölk, Nemescsó, Nemeskér, Vadosfa, a szabad királyi város Sopron és az ekkor még végvár Pápa és Győr voltak. A helyzet enyhülését jelentette III. Károly király 1731-ben kiadott Carolina resolutiója. Ennek nyomán választhattak újra szuperintendenst a dunántúli evangélikusok 1742-ben Tóth-Sipkovits János személyében. Ekkor rögzült az egyházkerület területe is: a dunántúli kerülethez tartozott a Dunántúl minden evangélikus gyülekezete, kivéve Moson vármegyét valamint Pest-Pilis-Solt-Kiskun vármegye dunántúli részeit, de hozzá tartoztak a horvátországi egyházközségek is.
A 19. század egyik legjelentősebb szuperintendense Kis János soproni lelkész volt, a kor neves költője, Berzsenyi Dániel „felfedezője”. A püspöki székben őt követő Haubner Mátét az 1848–49-es forradalom és szabadságharc melletti kiállása miatt a Habsburg hatalom börtönbe záratta. 1894-ben a zsinat a Fejér-Komáromi Egyházmegyét a dunáninneni egyházkerülethez csatolta, így a kerületnek 1920-ig 10 egyházmegyéje volt: győri, kemenesaljai, külsősomogyi, soproni alsó, soproni felső, tolna-baranya-somogyi, vasi felső, vasi közép, veszprémi és zalai.

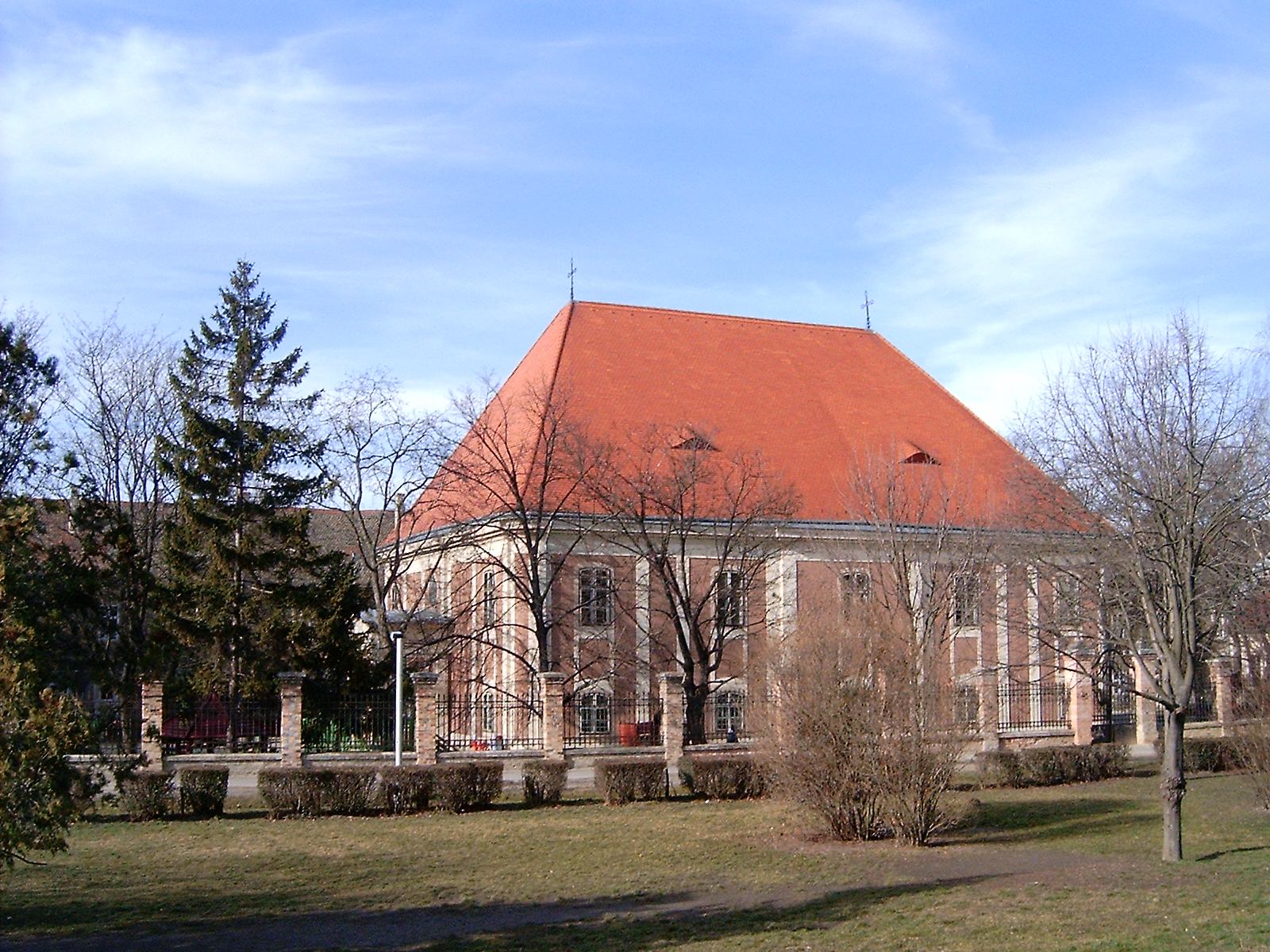
A győri evangélikus öregtemplom

Kapi Béla püspököt a Magyarországi Tanácsköztársaság forradalmi törvényszéke halálra ítélte, de az 1919. augusztus 5-ére tervezett kivégzést már nem tudták végrehajtani. A trianoni békeszerződés értelmében Ausztriához került több nyugati határszéli (Őrisziget kivételével németajkú) egyházközsége; 11 vendvidéki gyülekezet (ez ma nagyobbrészt a Muravidék területe, Szlovénia része), a Baranya-háromszögben fekvő Kácsfalu és a horvátországi egyházközségek pedig a délszláv államhoz. De még így is a négy evangélikus egyházkerület közül a dunántúlitól csatoltak el a legkevesebb egyházközséget, így gyülekezetszám tekintetében 1952-ig a legnagyobb egyházkerület volt. Az elcsatolások következtében megszűnt a Vasi Felső Egyházmegye, így a kerület 1920 és 1952 között 9 egyházmegyéből állt. 1941 tavaszán, a Délvidék visszacsatolásakor a 11 vendvidéki gyülekezet újra csatlakozhatott a kerülethez, de 1945-ben megint Jugoszláviához kerültek. 
A 20. század első felében évtizedekig Kapi Béla püspök és Mesterháy Ernő kerületi felügyelő állt az egyházkerület élén. 1948 nyarán politikai nyomásra mindketten lemondásra kényszerültek. Helyükre Túróczy Zoltán, az 1945 nyarán letartóztatott, de 1948-ban rehabilitált tiszai egyházkerületi püspök és Velsz Aladár kisgazda politikus került. 1952 februárjában őket is lemondatták, majd az állampárt nyomására a kerületi struktúra teljes átalakításával megszüntették a nagy múltú egyházkerületet. Az addigi négy egyházkerület (bányai, dunáninneni, dunántúli és tiszai) helyett kettőt, egy délit és egy északit hoztak létre, melyek közös határa a volt dunántúli kerületet is kettévágta: Tolna-Baranya és Somogy-Zala a déli kerülethez, Győr-Sopron, Vas és Veszprém megye az északihoz került.

### Nyugati (Dunántúli) Evangélikus Egyházkerület 2000–

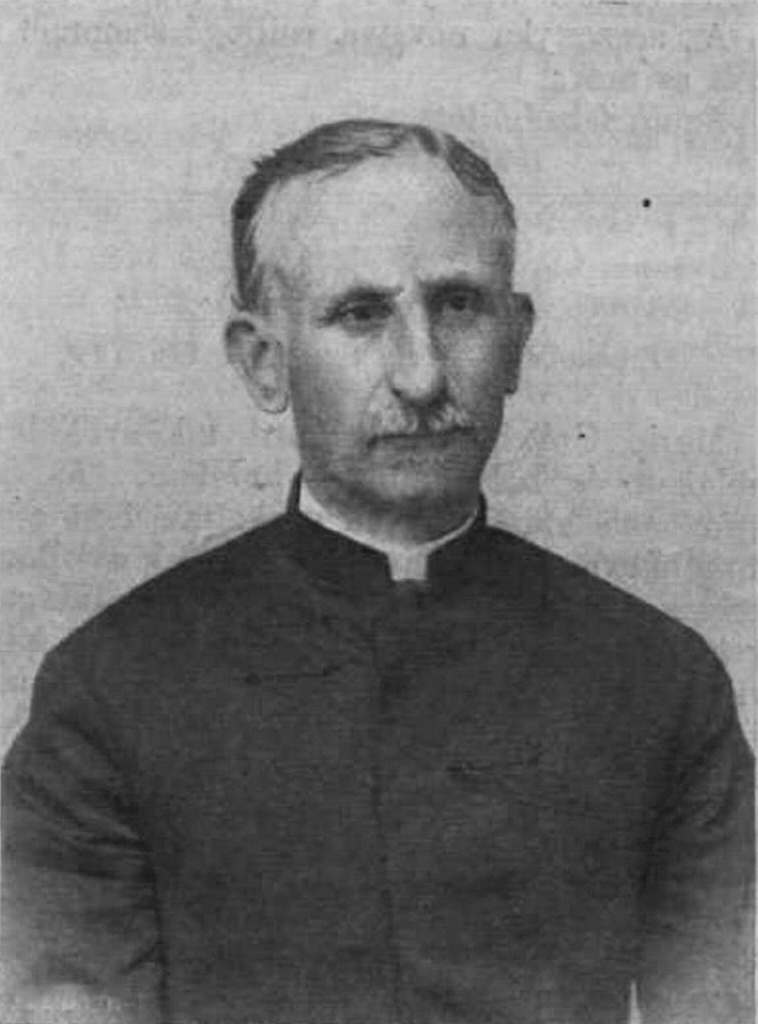
Gyurátz Ferenc

A rendszerváltást követően lehetőség nyílt az előnytelen egyházkerületi struktúra megváltoztatására. A megoldási lehetőségeket mérlegelve az egyház zsinata 1997. február 22-én a meglevő két kerület mellett a dunántúli egyházkerület újbóli felállítása mellett döntött, amelynek neve Nyugati (Dunántúli) Evangélikus Egyházkerület lett. A régi dunántúli kerületből nem került vissza hozzá a Tolna-Baranyai Egyházmegye, de része lett az 1952 előtt Dunáninnenhez tartozó Fejér-Komáromi Egyházmegye és a mosoni gyülekezetek. Így 2000-ben öt egyházmegyével alakulhatott meg a kerület: Fejér-Komáromi Egyházmegye, Győr-Soproni Egyházmegye, Somogy-Zalai Egyházmegye, Vasi Egyházmegye és Veszprémi Egyházmegye. Az egyházkerület életének formálódásában már évekkel a hivatalos megalakulás előtt nagy szerepet játszott a kezdetben a soproni Berzsenyi Líceum által kiadott, 1997 és 2011 között havonta megjelenő Dunántúli Harangszó. 2000 tavaszán választották meg a régi-új kerület első elnökségét: Ittzés János kőszegi lelkészt püspöknek, dr. Weltler János veszprémi gyógyszerészt pedig egyházkerületi felügyelőnek. Beiktatásukra 2000. szeptember 23-án került sor. 2006-ban a Győr-Soproni Egyházmegye kettévált Győr-Mosoni Egyházmegyévé és Soproni Egyházmegyévé. 2011-ben, Ittzés János nyugdíjba vonulásakor Szemerei János kaposvári lelkészt választották püspökké.

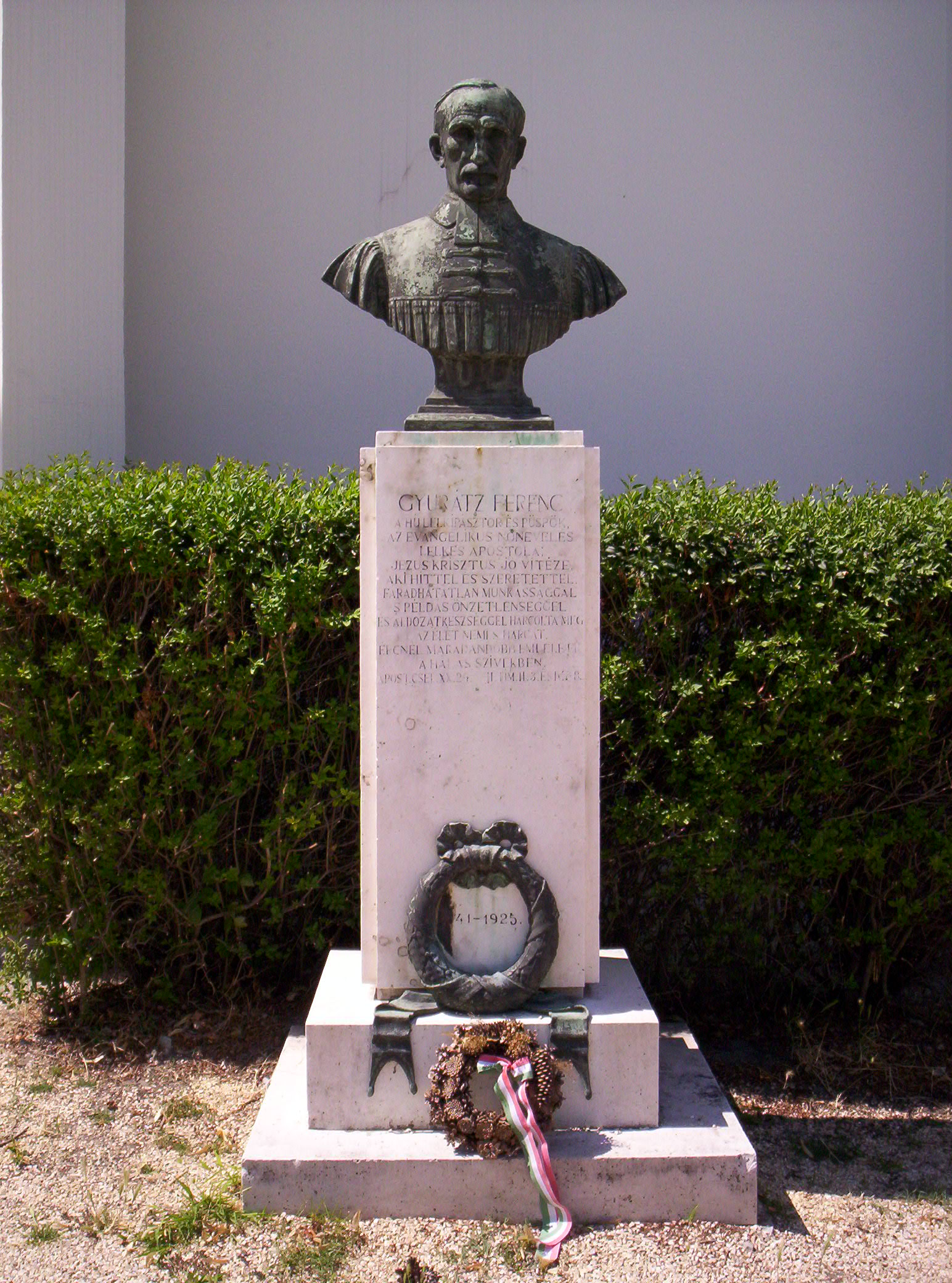
Gyurátz Ferenc püspök szobra Pápán

| | |
| Sztárai Mihály 1553–1575 Szegedi Máté 1576–1585 Beythe István 1585–1595 Klaszekovich István 1612–1620 Zvonarics Mihály 1620–1625 Kis Bertalan 1625–1646 Musay Gergely 1646–1664 Frisztrovich György 1665–1669 Szenczi Fekete István 1669–1681 Tóth-Sipkovits János 1742–1745 Perlaki József 1746–1749 Fábri Gergely 1750–1753 Németh Sámuel 1754–1756 Bárány János 1756–1758 Balogh Ádám 1758–1771 Perlaki Gábor 1771–1786 Hrabovszky Sámuel 1786–1796 Nagy István 1796–1812 Kis János 1812–1846 Haubner Máté 1846–1849 és 1860–1866 Karsay Sándor 1866–1895 Gyurátz Ferenc 1895–1916 Kapi Béla 1916–1948 Túróczy Zoltán 1948–1952 Ittzés János 2000–2011 Szemerei János 2011–napjaink | Ostffy Mihály 1735–1753 Vittnyédi János 1753–1780 Matkovich Pál 1781–1823 Káldy János 1824–1825 br. Podmaniczky Károly 1825–1833 Matkovich István 1835–1847 Vidos József 1848–1849 Radó Lajos 1860–1866 Radó Ignác 1866–1868 Berzsenyi Miklós 1869–1873 br. Prónay Dezső 1874–1883 Káldy Gyula 1883–1888 Radó Kálmán 1889–1899 Ihász Lajos 1899–1908 Véssey Sándor 1909–1912 Berzsenyi Jenő 1912–1922 Mesterházy Ernő 1923–1948 Velsz Aladár 1948–1952 Weltler János 2000–2006 Szabó György 2006–2012 Mészáros Tamás 2012–napjaink |

## Szervezeti felépítés
107 egyházközség található az egyházkerület területén, amik 6 egyházmegyét alkotnak:
| | |
| - Fejér-Komáromi Evangélikus Egyházmegye Esperese: Szarka István (bakonycsernyei lelkész) Egyházmegyei felügyelője: Molnár István Egyházközségek száma: 18 - Győr-Mosoni Evangélikus Egyházmegye Esperese: Vladika Zsófia (téti lelkész) Egyházmegyei felügyelője: Rátz András Egyházközségek száma: 13 - Somogy-Zalai Evangélikus Egyházmegye Esperese: Kőszeghyné Raczkó Zsuzsanna (ecsenyi lelkész) Egyházmegyei felügyelője: Mátrai Zoltán Egyházközségek száma: 17 | - Soproni Evangélikus Egyházmegye Esperese: Varga Tamás (rábaszentandrási lelkész) Egyházmegyei felügyelője: Gosztola Szabolcs Egyházközségek száma: 11 - Vasi Evangélikus Egyházmegye Esperese: Rostáné Piri Magda (bobai lelkész) Egyházmegyei felügyelője: Mórotz Zsolt Egyházközségek száma: 22 - Veszprémi Evangélikus Egyházmegye Esperese: Weltler Gábor (malomsoki lelkész) Egyházmegyei felügyelője: Bálintné Sári Judit Egyházközségek száma: 26 |

Az egyházközségek felsorolását lásd: Magyarországi evangélikus egyházközségek listája
Az egyházkerület jelenlegi vezetése:
- Szemerei János püspök
- Mészáros Tamás egyházkerületi felügyelő
- Bencze András püspökhelyettes (székesfehérvári lelkész)
- Rátz András egyházkerületi másodfelügyelő

## Evangélikus intézmények az egyházkerület területén
- Berzsenyi Dániel Evangélikus (Líceum) Gimnázium, Kollégium és Szakképző Iskola, Sopron
- Eötvös József Evangélikus Gimnázium és Egészségügyi Szakközépiskola, Sopron
- Evangélikus Mezőgazdasági, Kereskedelmi, Informatikai Szakképző Iskola és Kollégium, Kőszeg
- Péterfy Sándor Evangélikus Oktatási Központ (gimnázium, általános iskola és óvoda), GyőrA kőszegi evangélikus szakközépiskola

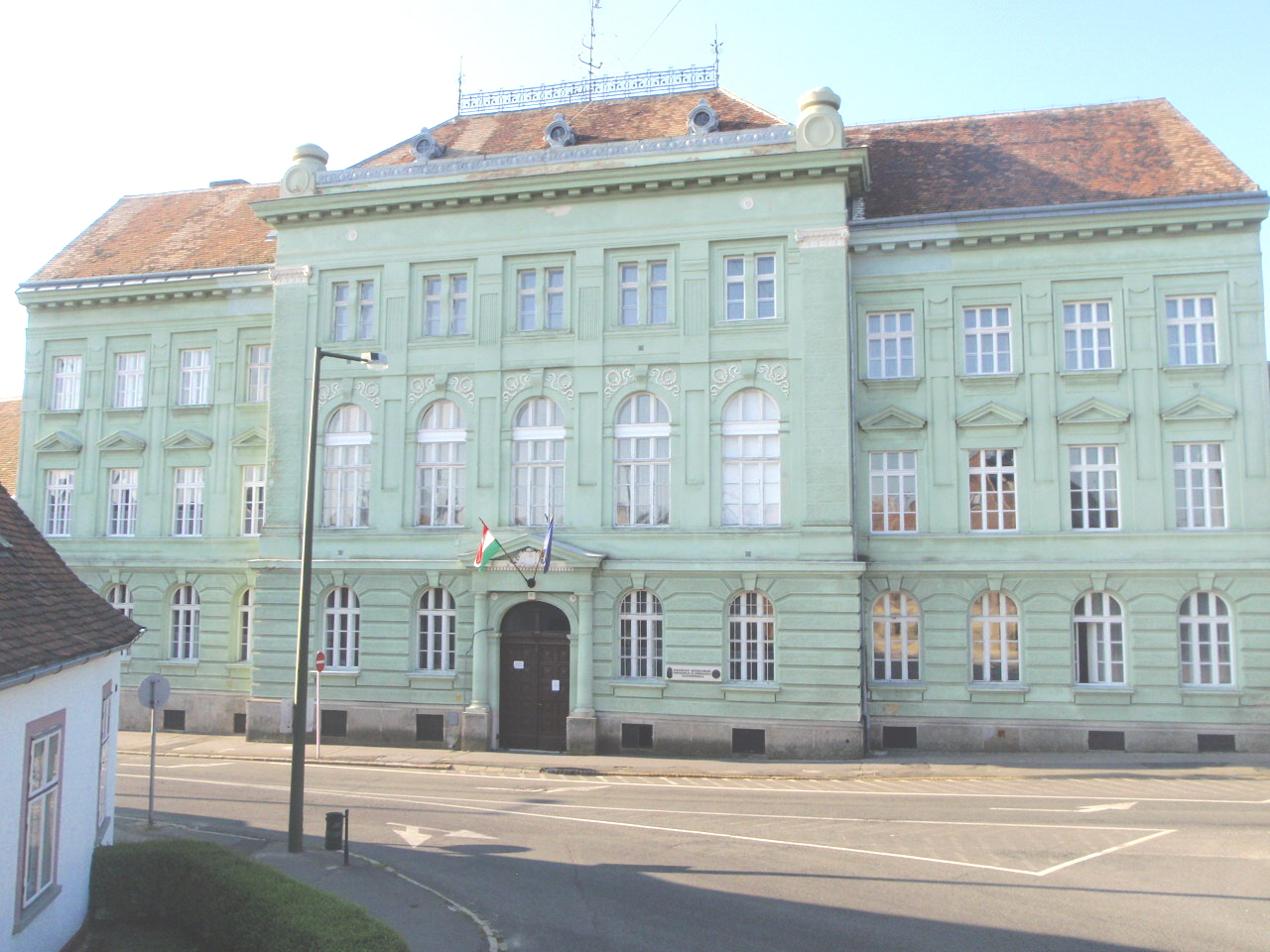
A kőszegi evangélikus szakközépiskola

- Gyurátz Ferenc Evangélikus Általános Iskola, Pápa
- Hunyadi János Evangélikus Óvoda és Általános Iskola, Sopron
- Kmety György Evangélikus Általános Iskola és Óvoda, Marcaltő
- Reményik Sándor Evangélikus Általános Iskola, Szombathely
- Evangélikus Óvoda, Bakonycsernye
- Forrás Evangélikus Keresztyén Óvoda, Várpalota
- Hajnalcsillag Evangélikus Óvoda, Celldömölk
- Kerekerdő Evangélikus Óvoda, Lajoskomárom
- Örömhír Evangélikus Keresztyén Óvoda[halott link], Veszprém
- Agape Evangélikus Szeretetszolgálat, Lajoskomárom
- Evangélikus Szeretetház, Győr
- Fabricius Endre Evangélikus Szeretetotthon, Sopron
- Johanneum evangélikus Diakóniai Központ, Szombathely
- Kőszegi Evangélikus Szeretetotthon, Kőszeg
- Lakos Ádám Evangélikus Szeretetszolgálat, Boba
- Magyarországi Evangélikus Egyház Kapernaum Szeretetintézménye, Gyenesdiás
- Nádasdi Evangélikus Szociális Központ, Nádasd
- Sartoris Szeretetszolgálat, Nemescsó
- Túróczy Zoltán Szombathelyi Evangélikus Idősek Otthona, Szombathely
- Evangélikus Konferencia- és Missziói Otthon, Balatonszárszó
- Evangélikus Vendégház, Sopron
- Grünfeld Pál Evangélikus Vendégház, Nagyveleg
- Ordass Lajos Evangélikus Oktatási Központ Archiválva 2012. január 29-i dátummal a Wayback Machine-ben, Révfülöp